# Valentyna Radzymovska
Valentyna Vassilivna Radzymovska (en ukrainien : Валенти́на Васи́лівна Радзимо́вська), est une médecin, biologiste, ukrainienne.

## Biographie
Valentyna Radzymovska est la fille de Vassyl Ianovsky, un intellectuel ukrainien et de Lioubov Ianovska, féministe et autrice, née le 1er octobre 1886 dans le Gouvernement de Poltava  et morte le 22 décembre 1953 à Champaign aux États-Unis. Elle a fait des études au gymnasium pour filles de Loubny puis au gymnasium privé de Kiev. En 1903 elle entrait au cours de sciences naturelles pour femmes de M.O. Lokhvytska-Skalon à Saint-Pétersbourg, ville où elle rencontrait Dmytro Dorochenko, Levko Matsievitch, Pavlo Krat, Dmytro Dontsov des milieux ukrainiens ; elle est expulsée de la ville. Elle retournait à Kiev poursuivre ses études en sciences naturelles et en médecine. Tout au cours de ses études elle était proche des milieux ukrainiens et en 1909 adhérait à la Prosvita. De 1921 à 1925 Mme Radzimovska a collaboré avec le professeur du département de pathologie générale de l'Institut médical de Kiev Oleksiy Krontovskyi. Elle a soutenu sa thèse devant Alexandre Fomine, Vassyl Chahovets et Feofil Yanovskyi qui fut publiée dans The Journal of Physiology et dans Biochemische Zeitschrift.
En 1930 elle faisait partie des accusés du Procès de l'Union pour la libération de l'Ukraine, relâchée elle est radiée des institutions avant de devenir en 1939 enseignant à l'institut d'éducation de Mélitopol. De 1941 à 1943 elle enseigne à l'Université de Lviv à la chaire de médecine. En 1944 elle partait pour Bratislava puis pour l'Allemagne nazie et de là en 1950 pour les États-Unis.

### Sources
- Bachynska, M. “Zhinka naukovyi doslidnyk”. Nashe zhyttya 9 (8) (1954): 10–12.
- Balinsky, B. I. Memoirs. Global Print, 2009.
- Bazylevych, I. V. “V. Radzymovska”. Svoboda 55 (1954): 7.